# Ngeruach
Der Ngeruach (auch: a Gatiroir, Katteruueru-San, Mount Katteluel, Mount Luisualmonogui, Ngaruak Mountain) ist ein 195 m hoher Hügel auf der Insel Babelthuap im Inselstaat Palau im Pazifik.

## Geographie
Der Hügel liegt im Westen der Insel, östlich von Ngermetengel (Bkulangriil) und südlich von Imeong.